# デトレフ・クノレック
デトレフ・クノレック（Detlef Knorrek　1965年7月6日- ）はドイツのニーダーザクセン州出身の柔道選手。階級は95kg級。身長188cm。娘は2021年の世界ジュニア78㎏級チャンピオンのアンナ＝モンタ・オレク。

## 人物
1985年のヨーロッパジュニア86㎏級で3位になった。その後階級を95㎏級に上げると、1988年の世界学生で3位となった。1990年にはグッドウィルゲームズで優勝した。1991年のヨーロッパ選手権では3位だった。1992年のフランス国際では3位だったが、ドイツ国際で優勝した。しかし、バルセロナオリンピックでは初戦で敗れた。1994年のグッドウィルゲームズで2連覇すると、世界団体では決勝でフランスに敗れるも2位になった。また、この年からヨーロッパ選手権の団体戦で2連覇した。1996年のアトランタオリンピックでは初戦で敗れた。

## 主な戦績
- 1985年 - ヨーロッパジュニア　3位(86㎏級)
- 1988年 - ヨーロッパ選手権　団体戦　3位
- 1988年 - 世界学生　3位
- 1989年 - ドイツ国際　3位
- 1990年 - ドイツ国際　3位
- 1990年 - グッドウィルゲームズ　優勝
- 1991年 - ドイツ国際　2位
- 1991年 - ヨーロッパ選手権　3位
- 1992年 - フランス国際　3位
- 1992年 - ドイツ国際　優勝
- 1993年 - フランス国際　3位
- 1993年 - ドイツ国際　3位
- 1993年 - ヨーロッパ選手権　団体戦　2位
- 1994年 - グッドウィルゲームズ　優勝
- 1994年 - 世界団体　2位
- 1994年 - ヨーロッパ選手権　団体戦　優勝
- 1995年 - ヨーロッパ選手権　団体戦　優勝

(出典、)。